# Distrikt Chinchihuasi

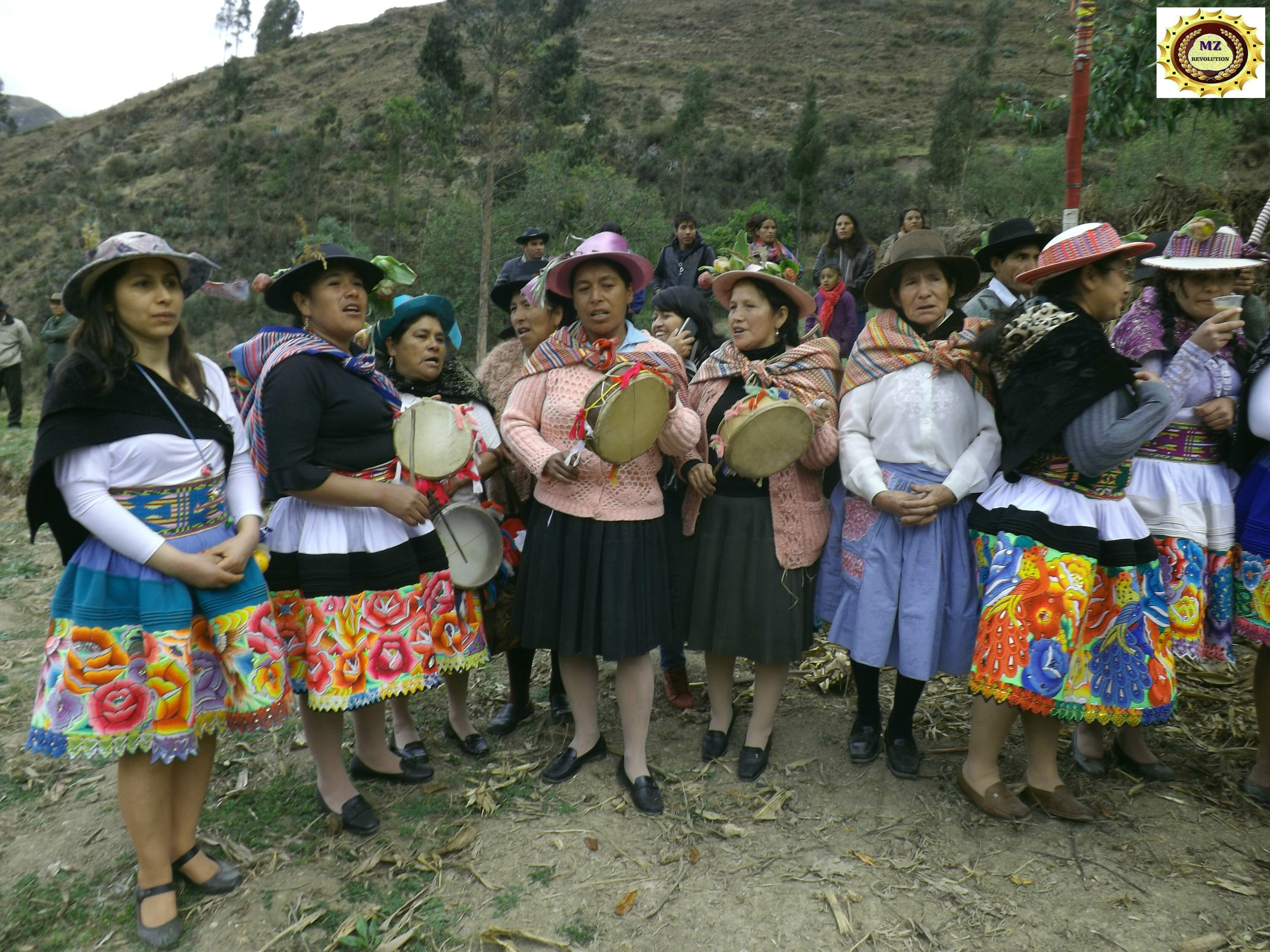
Santiago en Chinchihuasi

Der Distrikt Chinchihuasi liegt in der Provinz Churcampa in der Region Huancavelica im Südwesten von Zentral-Peru. Der Distrikt wurde am 11. Januar 1962 gegründet. Er besitzt eine Fläche von 165 km². Beim Zensus 2017 wurden 2078 Einwohner gezählt. Im Jahr 1993 lag die Einwohnerzahl bei 3391, im Jahr 2007 bei 4378. Sitz der Distriktverwaltung ist die 2800 m hoch gelegene Ortschaft Chinchihuasi mit 335 Einwohnern. Chinchihuasi befindet sich 30 km nordnordwestlich der Provinzhauptstadt Churcampa.

## Geographische Lage
Der Distrikt Chinchihuasi liegt im äußersten Norden der Provinz Churcampa am Westrand der peruanischen Zentralkordillere. Die Längsausdehnung in Nord-Süd-Richtung beträgt 20 km, die maximale Breite 13 km. Der Río Mantaro fließt entlang der nordöstlichen Distriktgrenze nach Nordwesten.
Der Distrikt Chinchihuasi grenzt im Südosten an den Distrikt Pachamarca, im Süden an den Distrikt Paucarbamba, im Südwesten an den Distrikt Cosme, im Westen und im Norden an die Distrikte Quichuas und Colcabamba und Andaymarca (alle drei in der Provinz Tayacaja) sowie im Nordosten an den Distrikt Pucacolpa (Provinz Huanta).

## Ortschaften
Im Distrikt gibt es neben dem Hauptort folgende größere Ortschaften:
- Arma Patacancha
- Huayllabamba
- Occoro